# 722

## Eventos
- Resistência dos Asturianos na Batalha de Covadonga. O reino das Astúrias assume protagonismo.

## Mortes
- Gemmei, 43º imperador do Japão.